# Лозы (Луганская область)
Лозы (укр. Лози) — село (до 2010 – посёлок), относится к Антрацитовскому району Луганской области Украины. Под контролем самопровозглашённой Луганской Народной Республики.

## География
Соседние населённые пункты: посёлок Михайловка на юге, город Ровеньки на юго-востоке, посёлок Кошары, сёла Ильинка, Леськино, Рафайловка на западе, посёлки Пролетарский, Ясеновский, сёла Чапаевка, Красный Колос на северо-западе, посёлок Новоукраинка, сёла Картушино, Ребриково на севере, сёла Вербовка, Коробкино, Великокаменка на северо-востоке, посёлок Кленовый на востоке.

## Население
Население по переписи 2001 года составляло 160 человек.

## Общие сведения
Почтовый индекс — 94681. Телефонный код — 6431. Занимает площадь 0,325 км². Код КОАТУУ — 4420383002.

## Местный совет
94681, Луганская обл., Антрацитовский р-н, пос. Кошары, ул. Пролетарская, 10